# Fiscalité en Côte d'Ivoire

le drapeau ivoirien.

La fiscalité en Côte d'Ivoire, comme dans l'ensemble des États modernes touche à la somme des mesures relatives aux impôts et autres prélèvements obligatoires.

## Organe et domaines de gestion
Soumise à la Direction Générale du Trésor et de la Comptabilité publique, un démembrement du Ministère de l'Économie et des Finances, la fiscalité, touche en Côte d'Ivoire, notamment, aux matières suivantes :
Impôts sur le revenu, impôts sur les Biens et Services, taxes sur les salaires, tous prélèvements effectués dans des domaines comme l'Agriculture, le Bâtiment, le Commerce, les Mines...